# Kameni
Kameni (ukr. Камені) – wieś na Ukrainie, w obwodzie żytomierskim, w rejonie berdyczowskim, w hromadzie Andruszówka, nad Hujwą. W 2001 roku liczyła 243 mieszkańców.